# Municipalité de Frederiksberg

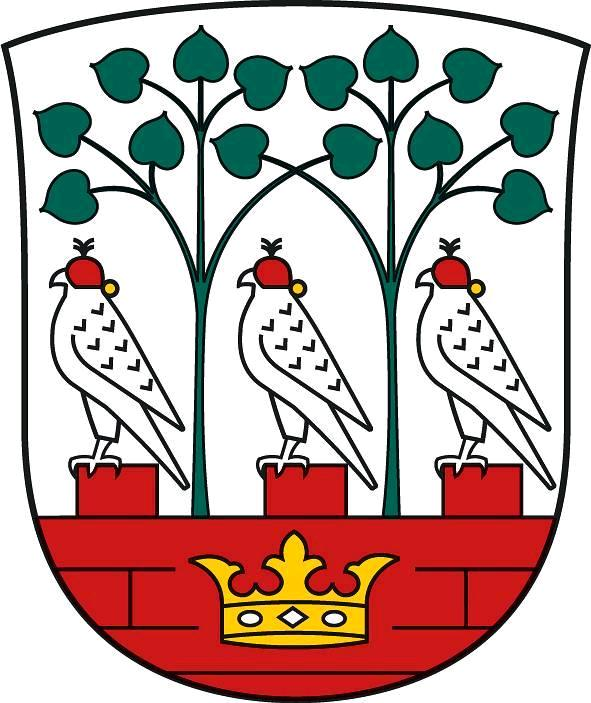
Armoiries de la municipalité de Frederiksberg.

La municipalité de Frederiksberg est une commune du Danemark de 104 305 habitants au 1er janvier 2020. 
Elle est totalement incluse dans la communauté urbaine de Copenhague. Elle est constituée de neuf paroisses dont celle de Frederiksberg où siège le conseil municipal.

## Histoire
La commune de Frederiksberg constitue à la fois un quartier de Copenhague et une municipalité à part entière. Initialement Frederiksberg se trouvait à l'extérieur des remparts de Copenhague, à l'ouest des lacs de Copenhague. En 1842 Frederiksberg faisait partie du district rural de Frederiksberg Hvidovre. En 1857 une loi a transformé alors la paroisse de Frederiksberg en une municipalité indépendante au sein du comté de Copenhague.
Lors de la fusion de certaines communautés voisines dans la communauté urbaine de Copenhague, la municipalité de Frederiksberg s'est retrouvée enclavée en 1901 dans le Grand Copenhague. Lorsque la ville de Copenhague en 1902 s'est agrandie de municipalités rurales de la région, la commune de Frederiksberg a voulu rester indépendante, et elle y est restée depuis.  Elle forme une enclave au cœur de la commune de Copenhague.
Avec ses 8,7 km², la commune de Frederiksberg forme la plus petite municipalité du Danemark. Elle comptait 102 682 habitants lors du recensement de la population d'avril 2014. Le siège de la municipalité est situé dans la ville même de Frederiksberg. Le conseil municipal est dominé depuis de nombreuses années par le Parti populaire conservateur.
Frederiksberg fut l'une des dernières municipalités danoises n'appartenant pas à un Amter du Danemark comme la municipalité de Bornholm et le cas particulier de Copenhague (à la fois, amt et commune). Le 1er janvier 2007, la municipalité a perdu ses derniers privilèges de comté pour devenir une partie de la région Hovedstaden, formant la communauté urbaine de Copenhague.
La municipalité de Frederiksberg est constituée de neuf paroisses : Frederiksberg, Flintholm, Godthåb, Lindevang, Mariendals, Sankt Lukas, Sankt Markus, Sankt Thomas et Solbjerg.

## Personnalités liées à la commune
- Regine Olsen (1822–1904), amoureuse de Sören Kierkegaard
- Asger Hamerik (1843–1923), Compositeur et chef d'orchestre
- Augusta Dohlmann (1847–1914), peintre
- Charles Winckler (1867–1932), athlète
- Ejnar Hertzsprung (1873–1967), astronome
- Elisabeth Drewes Kofoed (1877–1948), peintre sur porcelaine
- Ejgil Clemmensen (1890–1932), rameur
- Ebbe Rode (1910–1998), acteur
- Erling Jensen (1919–2000), homme politique
- Poul Møller (1919–1997), homme politiquen ministre des finances
- Bent Fabricius-Bjerre (1924–2020), pianiste et compositeur
- John Hansen (1924–1990), joueur de football
- Peter Naur (1928–2016), informaticien
- Axel Strøbye (1928–2005), acteur
- Torben Ulrich (1928–2023), joueur de tennis
- Anders Bodelsen (1937–2021), auteur
- Dorte Bennedsen (1938–2016), femme politique
- Inge Genefke (1938-), militante contre la torture
- Lone Dybkjær (1940–2020), femme politique, ministre et députée
- Per Lyngemark (1941–2010), cycliste
- Birte Weiss (1941), journaliste et femme politique
- Per Stig Møller (1942), homme politique
- Henrik Nordbrandt (1945–2023), écrivain
- Leif Mortensen (1946), cycliste
- Per Røntved (1949–2023), footballeur
- Janus Billeskov Jansen (1951), monteur de cinéma
- Lars-Erik Nielsen (1951), pilote automobile
- Louise Frevert (1953), femme politique
- Birgitte Raaberg (1954), actrice
- Henrik Agerbeck (1956), joueur de football
- Ivan Nielsen (1956), footballeur
- Jesper Worre (1959), cycliste
- Michael Jessen (1960), rameur
- Kent Nielsen (1961), footballeur
- Jan Bartram (1962), footballeur
- Michael Laudrup (1964), footballeur
- Paprika Steen (1964), actrice
- Sofie Gråbøl (1968), actrice
- Katja Kean (1968), actrice
- Bo Hamburger (1970), cycliste
- Jason Watt (1970), pilote automobile
- Søren Colding (1972), footballeur
- Remee (1974), musicien
- Thomas Rasmussen (1977), footballeur
- Rikke Lylloff (1978), actrice
- Rasmus Seebach (1980), chanteur
- Thomas Delaney (1991), footballeur
- Cecilie Uttrup Ludwig (1995), coureuse cycliste
- Johan Price-Pejtersen (1999), cycliste

## Lien externe

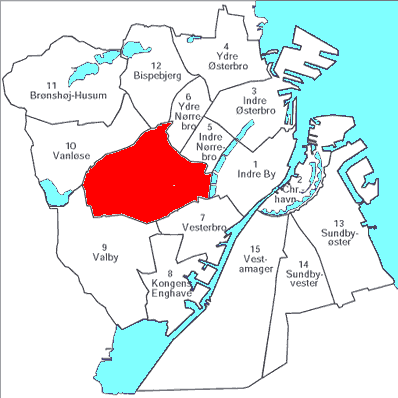
Carte de la municipalité de Frederiksberg enclavée dans la ville de Copenhague.

Les neuf paroisses de la municipalité de Frederiksberg.
1: Mariendals
2: Godthaabs
3: Sankt Lukas
4: Sankt Thomas
5: Flintholm
6: Lindevang
7: Solbjerg
8: Sankt Markus
9: Frederiksberg